# Wolf Haas
Wolf Haas (Maria Alm, Ausztria, 1960. december 14. –) osztrák író, aki elsősorban bűnügyi regényeiről ismert. Ezek közül három elnyerte a Német Krimidíjat.

## Élete
Haas a Salzburg tartományban található Maria Almban nőtt fel, szülei felszolgálóként dolgoztak. A Salzburgi Egyetemen előbb pszichológiát tanult, majd németet és nyelvészetet. 1988 és 1990 között vendégtanárként Walesben, pontosabban Swansea-ban tanított az ottani egyetemen.
Ausztriába visszatérve szövegíróként kezdett dolgozni reklámügynökségeknél, mígnem végül megpróbálkozott azzal, hogy szabadfoglalkozású íróként keresse kenyerét.
1996 és 2003 között hét krimit írt, amelyek közül hatban Simon Brenner nyomozó a főszereplő. A Brenner-sorozat darabjai közül háromból film is készült, a főszerepben Josef Haderrel, és a teljes sorozatnak megjelent a magyar fordítása. Haas krimijeire a feszültség mellett jellemző a szatirikus társadalomkritika és a lakonikus humor is.
Bár 2003-ban bejelentette, hogy felhagy a krimiírással és Brenner sem fog szerepelni több műben, 2009 nyarán az író visszatért szeretett műfajához, a közkedvelt főszereplő pedig a porondra.

## Fontosabb művei
- Ausgebremst – Der Roman zur Formel 1 (1998)
- Das Wetter vor 15 Jahren (2006)
- Verteidigung der Missionarsstellung (2012)
- Junger Mann (2018)

### Brenner-krimik (Scolar krimiksorozat)
- Auferstehung der Toten (1996). Magyarul: Halottak feltámadása (Budapest, 2009, Scolar, ISBN 978-963-244-098-9, fordította: Bán Zoltán András)
- Der Knochenmann (1997). Magyarul: Csontdaráló (Budapest, 2009, Scolar, ISBN 978-963-244-120-7, fordította: Bán Zoltán András)
- Komm, süßer Tod (1998). Magyarul: Jöjj, édes halál! (Budapest, 2010, Scolar, ISBN 978-963-244-180-1, fordította: Bán Zoltán András)
- Silentium! (1999). Magyarul: Silentium! (Budapest, 2010, Scolar, ISBN 978-963-244-227-3, fordította: Bán Zoltán András)
- Wie die Tiere (2001). Magyarul: Mint az állatok (Budapest, 2011, Scolar, ISBN 978-963-244-258-7, fordította: Bán Zoltán András)
- Das ewige Leben (2003). Magyarul: Az örök élet (Budapest, 2011, Scolar, ISBN 978-963-244-302-7, fordította: Bán Zoltán András)
- Der Brenner und der liebe Gott (2009). Magyarul: A Brenner és a Jóisten (Budapest, 2012, Scolar, ISBN 978-963-244-341-6, fordította: Bán Zoltán András)
- Brennerova (2014)